# Kwick
Kwick (Eigenschreibweise KWICK!) war eine Online-Community mit Sitz in Nohfelden im Saarland. Mit Stand 2017 hatte die Plattform nach eigenen Angaben rund eineinhalb Millionen registrierte Benutzer, vornehmlich aus Süddeutschland, und rangierte bezüglich der Unique User unter den zehn größten der sozialen Netzwerke in Deutschland. 2019 wurde der Betrieb komplett eingestellt. Ab dem 4. Juli 2021 war die Kwick Community mit einer neuen konzeptionellen Ausrichtung und Funktionalitäten wieder online, allerdings noch mit funktionalen Einschränkungen. 
Seit August 2021 ist die Seite ohne offizielle Begründung offline.

## Geschichte
Im September 1999 entwickelte der Wirtschaftsinformatik-Student Jens Kammerer an der Hochschule Reutlingen im Zuge eines Studienprojektes ein Online-Angebot. Dieses ging als Stuttgarts Internet-Magazin mit regionalem Fokus auf den Großraum Stuttgart am 1. Dezember 1999 online. Zur Orientierung gehörten redaktionelle Inhalte und Veranstaltungs-Tipps für das Single-/Partyleben in dieser Region. Im folgenden Sommer stieg der WG-Mitbewohner Benjamin Roth in das Projekt ein. Aus dem Internet-Magazin entwickelte sich innerhalb eines Jahres schrittweise eine Community mit größerer Verbreitung. Mit der Benennung in KWICK! (Anlehnung an Kwik-E-Markt der Simpsons) am 13. Januar 2001 wuchs der Zuspruch und die Zahl der registrierten Benutzer stetig. Noch im selben Monat fanden erste Veranstaltungen im Raum Stuttgart statt. Mit dem Ausbau und der Aufrüstung an Technik und Servern entwickelte sich über die Jahre eine immer größer werdende Single-Community. Ab dem Jahre 2008 wandelte sich die Community in ein klassisches soziales Netzwerk mit überregionaler Orientierung, das den Fokus nun mehr auf neue Freundschaften, Unterhaltungen und Events legt. Der Unternehmenssitz befand sich in Weinstadt in Baden-Württemberg.
2011 wurde Kwick an das US-amerikanische Unternehmen Kiwibox.com Inc. verkauft. Das Unternehmen hat 14 festangestellte und ca. 100 freiwillige Mitarbeiter.
Am 31. Juli 2019 wurde die Abschaltung der Dienste zum 31. August angekündigt, am Abend des 31. August 2019 jedoch wieder zurückgenommen.
Am 3. September 2019 hat der Dienstleister V&M Service Provider .Limited Kwick vertraglich übernommen. Da der Vorbesitzer das Unternehmen nicht darüber informiert hatte, dass auf den Kwick-Servern seit 2016 keine Updates mehr eingespielt wurden, sah sich der neue Besitzer gezwungen, den geplanten Wiederinbetriebnahmetermin abzukündigen. Diese sollte nun erfolgen, sobald alle Updates eingespielt sind. Es wurde außerdem eine Statusseite eingerichtet, auf der der aktuelle Zustand der Kwick-Server öffentlich angezeigt wurde. Im Oktober 2019 wurde die Seite endgültig abgeschaltet, ohne dass eine weitere Verlautbarung zur Zukunft erfolgte.
Seit dem 8. Juni 2020 ist die Kwick-Plattform wieder online. Zu diesem Zeitpunkt war ausschließlich eine Registrierung möglich und noch kein Zugriff auf die Funktionalitäten. Am 4. Juli 2021 wurde kwick.de mit einer neuen konzeptionellen Ausrichtung und Funktionalitäten wieder aktiviert. Inhaber ist die Combo Service Provider Limited mit Sitz in Nohfelden. Weil Impressum und Datenschutzerklärungen fehlten und unverbindlich angekündigt wurde, die vorherigen Benutzerdaten zu reaktivieren, stieß die neue Version bei den vorherigen Nutzern auf große Vorbehalte und Zweifel. Seit August 2021 ist die Seite nicht mehr erreichbar. Weder gibt es eine offizielle Stellungnahme des Betreibers, noch geht er auf die Fragen der Nutzer auf der Facebook-Seite ein. (Stand: 22. April 2022)

## Angebot
Kwick bot Benutzern ab 12 Jahren neben dem Forum die Möglichkeit, ein Nutzerprofil mit Blog, Gästebuch, Fotogalerie und vielen weiteren Optionen anzulegen. Darüber hinaus besteht die Möglichkeit, sich die Zeit im Videochat zu vertreiben. Schnelle Kommunikation fand über Kurznachrichten statt, die in der Funktionsweise einem Messenger ähneln oder in Form von Echtzeitkommunikation in den Kommentarfunktionen. Asymmetrische Beziehungen, die „Fans“, sollen die Vernetzung erleichterten und den Austausch auch dann förderten, wenn man noch keine Freunde bei Kwick hatte.
Eine Registrierung war erst ab Vollendung des 12. Lebensjahres erlaubt (AGB-Änderung vom 3. August 2010). Wer jünger als zwölf Jahre alt war oder wer sich der Konsequenzen der Veröffentlichung seiner Daten im Internet nicht bewusst war, durfte sich nicht bei Kwick anmelden. Empfohlen wurde die Nutzung Jugendlichen ab 14 Jahren. Wer angab, unter 16 Jahren zu sein, bekam aus Jugendschutzgründen einen Account mit Einschränkungen. Im Übrigen gab es keine Kontrolle der Altersangaben, jedoch wurde das Angebot nach gesetzlichen Richtlinien und mit Beistand einer Jugendschutzbeauftragten stets überwacht.

## Finanzierung
Da Kwick eine komplett kostenfreie Website war, finanzierte sie sich weitestgehend über die Zuschaltung von Werbebannern bzw. Werbeangeboten. Nach der Wiederaufnahme im Jahr 2021 sollte es verschiedene Mitgliedschaftstypen geben.

## Kritik
In den Anfangsjahren war die Seite zeitweilig mit Serverproblemen konfrontiert, was auch zur Nichterreichbarkeit des Angebots führte.
Um Belästigungen weitgehend zu unterbinden, standen den Mitgliedern verschiedene Möglichkeiten in den Privatsphäre-Einstellungen zur Verfügung. Störenfriede konnten gemeldet werden, der Kontakt konnte gesperrt werden und für neue Mitglieder gab es eine Funktion, die die Privatsphäre mit einem Klick erhöhte.

## Statistiken
Im Jahr 2004 waren über 300.000 Benutzer registriert, im Sommer 2005 500.000, im Dezember 2006 waren es 750.000, am 15. Oktober 2007 eine Million und am 6. Juni 2010 1.002.384 Mitglieder.
Seit April 2012 ließ sich Kwick nicht mehr durch AGOF und IVW ausweisen.
Ein Großteil der angemeldeten Benutzer kommt aus Baden-Württemberg und Bayern, davon sind knapp 55 % männlich. Die Altersspanne lag zwischen 12 und über 70 Jahren.